# Philomena Lynott
Philomena Lynott (Dublin, 22 oktober 1930 – Sutton, 12 juni 2019) was een Ierse auteur en ondernemer. Ze was de moeder van Thin Lizzy-frontman Phil Lynott en in haar autobiografie, My Boy, documenteert zij haar relatie met hem. Ze was eigenaar van het Clifton Grange Hotel in Manchester, dat in de jaren zeventig onderdak bood aan een aantal bands, waaronder Thin Lizzy.

## Biografie

### Jeugd
Philomena Lynott werd op 22 oktober 1930 als de vierde van negen kinderen van Frank en Sarah Lynott geboren in Dublin. Zij groeide in die stad op, in het district Crumlin. Op haar 13e verliet ze school en ging in een bejaardentehuis werken.

### Manchester
In 1947 zag Philomena Lynott kans om op de levendige banenmarkt in Engeland, waar veel werk verricht moest worden om de schade veroorzaakt door de Tweede Wereldoorlog te herstellen, werk te vinden als verpleegster in Manchester.  Daar begon zij al vlot een relatie met Cecil Parris. Die relatie leidde tot Philips geboorte op 20 augustus 1949. Zij was een alleenstaande, jonge moeder en kreeg bovendien te lijden onder de vooroordelen van rassendiscriminatie, omdat Philip een zoon was van een Afro-Guyaanse vader en een Ierse moeder. Uiteindelijk besloot ze dat het beter voor haar zoon zou zijn, om te worden opgevoed door haar ouders in Dublin. Lynott kreeg nog twee andere kinderen, die ze liet adopteren. Zijn hele leven bleef ze hecht met haar zoon Philip, maar omdat ze hem sporadisch zag, had zij het gevoel dat ze eerder broer en zus of vrienden waren, dan een gebruikelijke moeder-zoonrelatie onderhielden.
In 1964 begon Philomena een relatie met Dennis Keeley. Samen namen zij het management van Clifton Grange Hotel in Manchester over. Hoewel zij beide geen ervaring hadden met het runnen van een hotel, besloten ze het pand na zes maanden te kopen en baatten het 14 jaar uit. Het hotel kreeg grote bekendheid in het noordwesten van Engeland, doordat er veel showbizz-lieden kwamen. Lynott maakte gebruik van de wetgeving inzake hotellicenties, wat betekende dat de bar om 2 uur 's nachts nog open mocht zijn, een tijdstip waarop alle andere lokale etablissementen gesloten waren.
Toen Thin Lizzy in de jaren zeventig commercieel succesvol werd, keek de band uit naar optredens in Manchester. Philomena zou hen ontvangen en een afterparty verzorgen.
Gitarist Brian Robertson herinnert zich dat Philomena erop stond dat hij zijn haar zou wassen voordat hij op televisie zou verschijnen. Later verklaarde zij dat ze 'net was als iedere moeder, maar dan in één gerold.' Toen de Sex Pistols in december 1976 in Manchester optraden op de Anarchy Tour, was zij de enige hotelier die bereid was hen onder te brengen.

### Terug in Ierland
In 1980 verhuisden Philomena Lynott en Dennis Keeley naar een huis in Howth, zo'n 18 kilometer ten oosten van Dublin, dat Philip voor hen had gekocht. Later verhuisden ze naar Glen Corr. Pas eind 1985 werd zij zich bewust van het drugsmisbruik van haar zoon, toen dat eigenlijk al te laat was. Ze was erbij toen Philip op 4 januari 1986 in een ziekenhuisbed stierf in Salisbury General Infirmary. Philomena leed na de dood van haar zoon aan depressies en vond het moeilijk om met zichzelf in het reine te komen. De relatie met haar schoondochter, Caroline Crowther, was na de dood van Philip moeizaam en om haar kleinkinderen te kunnen zien, was ze gedwongen een rechterlijk bevel aan te vragen.

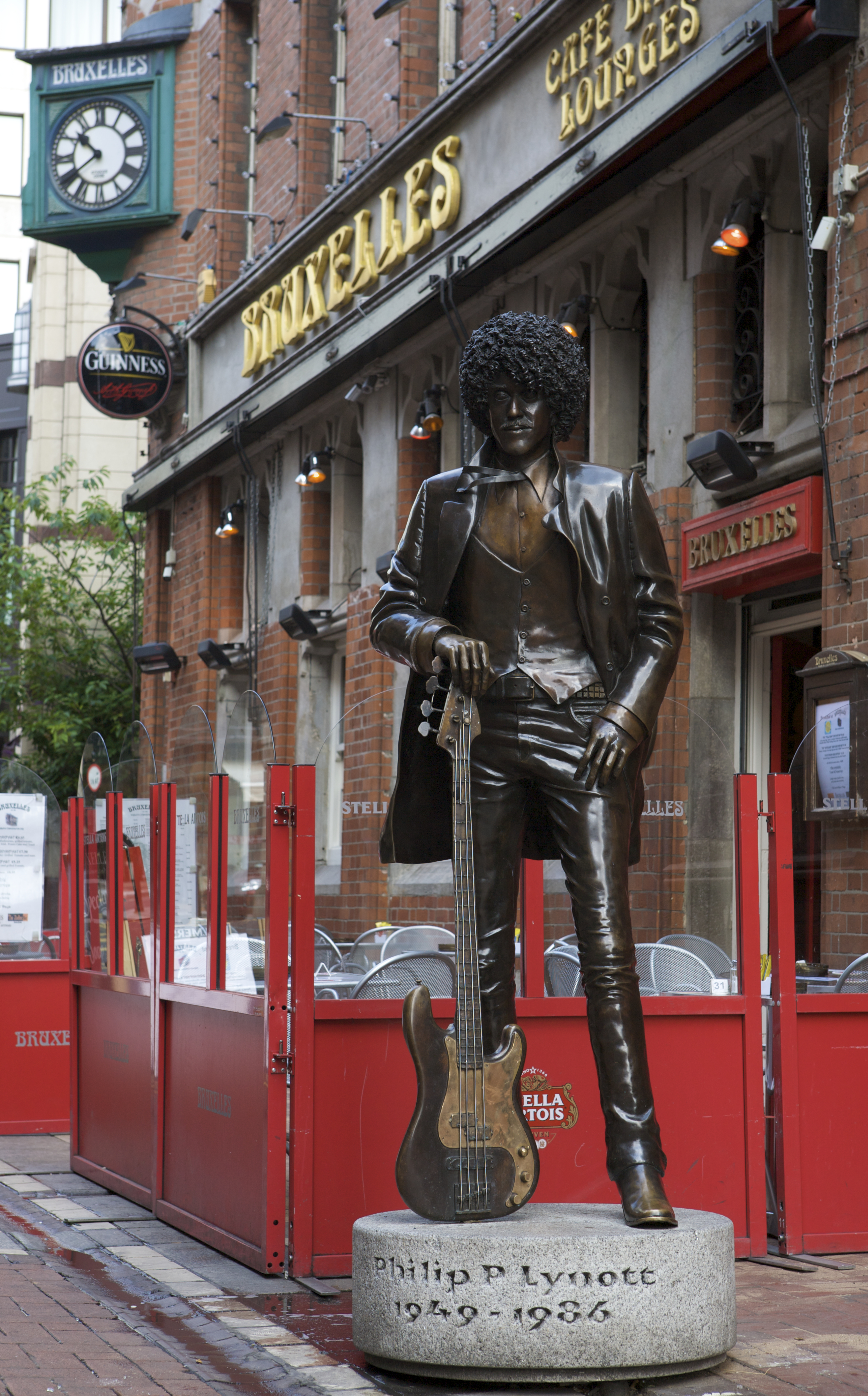
Standbeeld van Philomena's zoon Philip Lynott aan Harry Street in Dublin (foto: Type17)

### Nagedachtenis aan zoon Philip
Begin jaren negentig werd Lynott benaderd door uitgevers, die haar vroegen of zij haar memoires zou willen schrijven. Zij stemde daarin toe. De ervaring om zodoende haar relatie met haar zoon opnieuw tegen het licht te moeten houden, viel haar zwaar, maar zag zij ook als lonend. Het boek waar dit in resulteerde, My Boy: The Philip Lynott Story, werd in 1995 uitgegeven door Hot Press Books.
Ze woonde regelmatig rockconcerten bij in Dublin en bleef Philip herdenken, ook in het openbaar. Op de rond 4 januari jaarlijks in Dublin gehouden ‘Vibe for Philo’ liet zij zich meestal zien. En zij stond de groep fans, die zich op de sterfdag van haar zoon aan diens graf in Sutton (Ierland) verzamelde om Philip te herdenken, altijd graag te woord. Ze speelde ook een sleutelrol in het proces om een bronzen beeld van hem te laten gieten;  in 2005 lukte dat en het beeld werd in het centrum van Dublin geplaatst. Ook was zij regelmatig special guest bij fan-evenementen van Thin Lizzy.
In Nederland bezocht Philomena Lynott enkele malen de jaarlijkse benefietavond in Weert, Remember Phil & Gary (Moore), waarvan de opbrengst gaat naar de door Philomena opgezette stichting ter ondersteuning van jonge muzikanten, Róisín Dubh Trust.

### Republikeinen
Lynott bekritiseerde de Amerikaanse Republikeinse partij vanwege het gebruik van Thin Lizzy's liedje The Boys Are Back in Town als promotielied. Zij geloofde dat het beleid van de Republikeinen op gespannen voet stond met de ontberingen en armoede die zij in de jaren vijftig had moeten doorstaan, toen Philip nog jong was, en met diens gedachtegoed.

### Overlijden
Philomena Lynott stierf op 12 juni 2019, nadat zij een aantal jaren aan kanker had geleden. De Ierse president Higgins herinnerde zich, toen hij stilstond bij haar overlijden, haar gevoel voor humor en haar veerkracht. Hij roemde ook haar inzet om de muzikale nalatenschap van Philip Lynott in ere te houden en de prominente rol die zij speelde in het publieke debat, voor rechten van leden van de lhbt-gemeenschap en tegen drugsgebruik.
Zij werd op 16 juni 2019 onder grote belangstelling begraven en de uitvaart was te volgen via een live-stream.

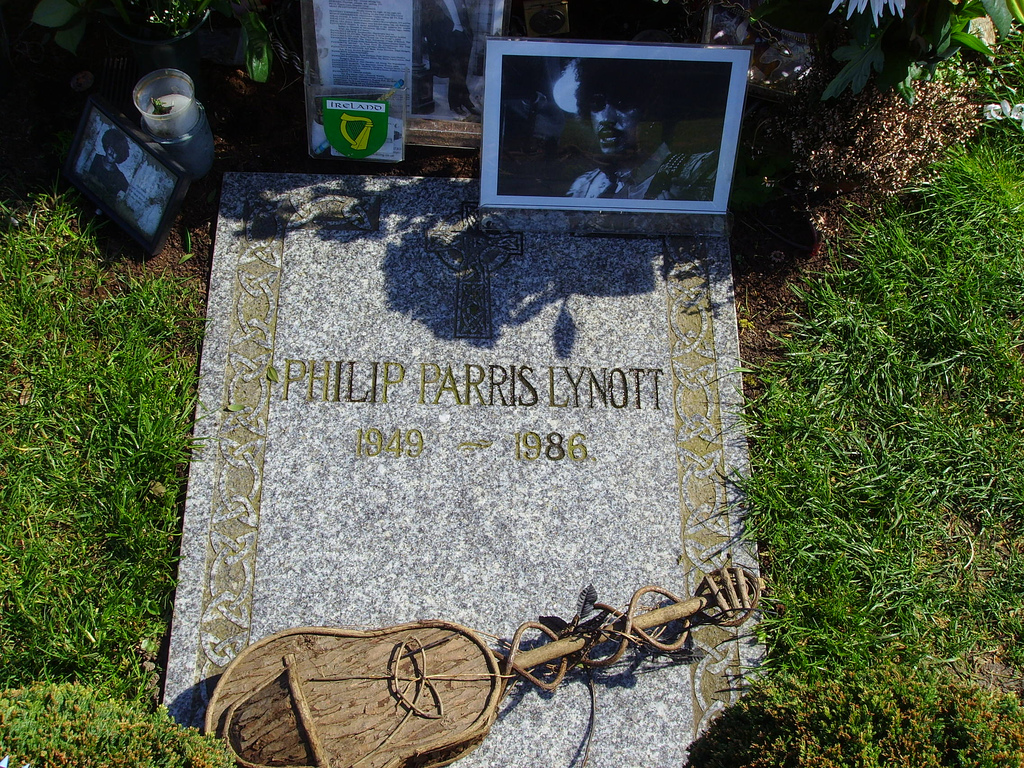
Het graf van zoon Philip Lynott in Sutton (foto: John Kavanagh)